# St. Peter (Spellen)
Die Kirche Sankt Peter in Spellen ist eine gotische Pseudobasilika, bestehend aus einem Mittelschiff von Tuffstein aus dem 14. und zwei Seitenschiffen von Backstein aus dem 15. Jahrhundert der ältesten rechtsrheinischen Pfarrkirchen.

## Vorgängerbauten

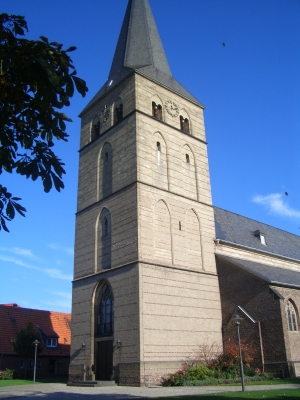
Südwest-Ansicht der Kirche

Spellen wurde 785/86 zum ersten Mal urkundlich im „Codex aureus“ des Klosters Echternach erwähnt.
Ab dem 9. Jahrhundert gab es wahrscheinlich eine einschiffige Holzkirche. Im 11. Jahrhundert wurde eine einschiffige romanische Kirche gebaut. Reste davon sind im Fundament des heutigen Kirchturms vorhanden.

## Heutiges Bauwerk
Etwa in der Mitte des 14. Jahrhunderts erfolgte der Neubau einer gotischen Saalkirche, die heute das Mittelschiff des Gotteshauses bildet. Die Kirche erhielt einen hohem, spitzen Turm. Im 15. Jahrhundert wurde der Kirchenraum durch Anbau zweier Seitenschiffe aus Backstein zu einer Pseudobasilika erweitert.
Nach einem Brand im Jahre 1771 musste die Kirche restauriert werden. Dabei erhielt das Hauptschiff eine barocke, flache Kassettendecke, die oberhalb des 1871 eingezogenen neugotischen Gewölbes im Dachstuhl zum Teil heute noch sichtbar ist. Der Anholter Altarschnitzer Nadorp fertigte einen barocken Altar, von dem in der heutigen Kirche nur noch die im 19. Jahrhundert farbig gefassten und ursprünglich weißen Figuren der Apostel Petrus und Paulus erhalten sind.
1848 begann man die Kirche in neugotische Form umzugestalten. 1871 wurden größere Instandsetzungsarbeiten durchgeführt. Das nach dem Brand 1771 wiederhergestellte romanische Zeltdach des Turmes wurde durch einen neuen gotischen Turmhelm von 21 Meter Höhe ersetzt. Zugleich wurden von der Firma Christian Claren in Sieglar zwei neue Bronzeglocken geliefert. In den Jahren 1890 bis 1891 erfolgte die Restaurierung und Erweiterung durch Wilhelm Sültenfuß: durch Anfügung von zwei Jochen und so die Errichtung eines nördlichen Seitenschiffes. Neben der neogotischen Einwölbung des Hauptschiffes wurde die Kirche im nördlichen Seitenschiff um zwei Joche, im südlichen um ein Joch erweitert. Die Kirche erhielt den bis heute erhaltenen neugotischen Hochaltar. Der neugotische Kreuzweg wurde 1893 angeschafft. Im Jahre 1907 erfolgte der Anbau von Seitenkapelle und Sakristei vom Architekten Hermann Merl aus Wesel.
Nach der Zerstörung durch Artilleriebeschuss beim „Rheinübergang“ der Alliierten im Jahre 1945 erfolgte von 1948 bis 1953 der Wiederaufbau mit einem Anbau an das südliche Seitenschiff. Der Standort der neuen Orgel, gebaut durch die Fa. Seifert in Kevelaer, wurde an die südöstliche Seite verlegt. Die beiden Seitenkapellen wurden nicht wieder aufgebaut. Die Verbindungsöffnung zwischen Turm und Hauptschiff wurde erweitert und die Chorfenster neu gestaltet.
In den 1970er Jahren erfolgte die Neugestaltung des Altarraums nach den Richtlinien der Liturgiereform des II. Vatikanischen Konzils.
Die bisher letzte bauliche Veränderung fand im Jahr 2002 statt. Der Fußboden im Chorbereich wurde zum 8/8-Chorschluss geändert, im südlichen Seitenschiff wurde ein Beichtraum eingerichtet und der Taufbrunnen mit dem Taufstein aus dem 17. Jahrhundert wurde in den Turmbereich verlegt.

## Orgel
Die Orgel wurde 1955 von der Orgelbaufirma Romanus Seifert & Sohn (Kevelaer) erbaut. Das Instrument hat 18 Register (1.162 Pfeifen) auf zwei Manualen und Pedal. Die Trakturen sind elektropneumatisch (Kegellade).
| I Hauptwerk C–g3 |             |       |
| 1.               | Principal   | 8′    |
| 2.               | Spitzgamba  | 8′    |
| 3.               | Metallflöte | 4′    |
| 4.               | Oktave      | 2′    |
| 5.               | Mixtur IV   | 1 ⁄3′ |
| 6.               | Schalmei    | 8′    |

| II Positiv C–g3 |                |       |
| 7.              | Gedackt        | 8′    |
| 8.              | Salicional     | 8′    |
| 9.              | Principal      | 4′    |
| 10.             | Nachthorn      | 2′    |
| 11.             | Spitzquinte    | 1 ⁄3′ |
| 12.             | Sesquialter II | 2 ⁄3′ |
| 13.             | Zimbel III     | 2⁄3′  |
|                 | Tremolo        |       |

| Pedal C–f1 |              |     |
| 14.        | Subbaß       | 16′ |
| 15.        | Principalbaß | 8′  |
| 16.        | Gedacktbaß   | 8′  |
| 17.        | Bartpfejfe   | 4′  |
| 18.        | Stillposaune | 16′ |

- Koppeln: II/I, I/P, II/P

## Friedhof
1968 wurde der die Kirche umgebende Friedhof aufgelassen und ein neuer an der Mehrumer Straße angelegt.